# Galbalcyrhynchus purusianus
Galbalcyrhynchus purusianus  (лат.) — вид птиц из семейства якамаровых.
Вид распространён в бассейне Амазонки — на западе Бразилии, севере Боливии и на востоке Перу. Его средой обитания являются тропические и субтропические болота и вторичные леса.
Мелкая птица, длиной до 20 см. Оперение имеет красновато-коричневую окраску. Голова, крылья и хвост темнее, чем остальное тело. Клюв длинный, крепкий, розового цвета.
Питается летающими насекомыми. Держится небольшими группами. Активен днём. Гнездится в полостях погибших деревьев.